# روي كليمنتس
روي كليمنتس (بالإنجليزية: Roy Clements)‏ هو كاتب سيناريو ومخرج أمريكي، ولد في 12 يناير 1877 في سترلينغ في الولايات المتحدة، وتوفي في 15 يوليو 1948 في لوس أنجلوس في الولايات المتحدة.

## وصلات خارجية
- روي كليمنتس على موقع IMDb (الإنجليزية)
- روي كليمنتس على موقع أول موفي (الإنجليزية)
- روي كليمنتس على موقع قاعدة بيانات الأفلام السويدية (السويدية)
- روي كليمنتس على موقع قاعدة بيانات الفيلم (الإنجليزية)
- روي كليمنتس على موقع كينوبويسك (الروسية)